# Pieces of a Man (album Gila Scotta-Herona)
Pieces of a Man – debiutancki album amerykańskiego muzyka i poety Gila Scotta-Herona wydany we wrześniu 1971 roku przez wydawnictwo Flying Dutchman.
Album uznawany jest za jeden z najbardziej wpływowych albumów zwłaszcza w muzyce hip-hop, ukazując problemy społeczne Stanów Zjednoczonych na początku lat 70. w niespotykanej w tamtym okresie formie – poezji. „Pieces of a Man”, łączący w sobie gatunki takie jak funk, jazz, soul, R&B i słowo mówione, miał ogromny wpływ na muzykę rozrywkową i powstającą kulturę hip-hopową, stając się inspiracją dla wielu muzyków.

## Nagrywanie i tło powstania
Przed rozpoczęciem swojej kariery muzycznej, Gill Scott-Heron tworzył dzieła pisane. W 1968 roku wydał powieść The Vulture („Sęp”). Po roku studiów na Uniwersytecie Lincolna w Pensylwanii poznał Briana Jacksona, z którym współpracował przy pisaniu tekstów do utworów.
„Pieces of a Man” został nagrany w ciągu dwóch dni – 19 i 20 kwietnia 1971 roku w RCA Studios w Nowym Jorku. Produkcją albumu zajął się Bob Thiele, z którym Gil pracował wcześniej przy albumie nagrywanym na żywo w klubie nocnym na rogu Lenox Avenue i 125th Street. To Thiele zachęcił Gila do próby połączenia swoich myśli w formie poezji z muzyką, popularnymi wtedy gatunkami jazz i soul.

## Wydanie i odbiór
Album został wydany we wrześniu 1971 roku. Zyskał rozgłos dopiero około dwa lata później, wtedy też zwiększyła się jego sprzedaż i zadebiutował na notowaniu Top Jazz Albums magazynu Billboard 2 czerwca 1973 roku, uzyskując ostatecznie 25. miejsce, spędzając na liście sześć tygodni do 7 lipca. Singel promujący album, „Home is Where the Hatred Is”, został wydany jako strona A razem z nagranym ponownie utworem „The Revolution Will Not Be Televised”, który pojawił się na poprzednim albumie (nagrywanym na żywo) „Small Talk at 125th and Lenox”.
Album uzyskał uznanie krytyków, zwłaszcza za niezwykle empatyczną, pełną uczuć narrację. Na albumie znajdują się jednocześnie utwory tragiczne, opowiadające o trudnościach kultury Afroamerykanów i ich życiu w społeczeństwie, gdzie powszechny był rasizm („The Revolution Will Not Be Televised”, „Home is Where the Hatred Is”), jak i utwory opowiadające o pokoju, radości i szczęściu („Save the Children”, „I Think I’ll Call It Morning”). „Lady Day and John Coltrane” jest hołdem w stronę person, które miały wpływ na jazz i ukształtowanie jego gustu muzycznego – Billie Holiday i Johna Coltrane'a.
„Pieces of a Man” był jednym z najlepiej sprzedających się albumów wydawnictwa Flying Dutchman.

## Lista utworów
Za produkcję albumu odpowiada Bob Thiele.
| Strona pierwsza | Strona pierwsza                        | Strona pierwsza             | Strona pierwsza |
| Nr              | Tytuł utworu                           | Tekst                       | Długość         |
| --------------- | -------------------------------------- | --------------------------- | --------------- |
| 1.              | „The Revolution Will Not Be Televised” | Gilbert Scott-Heron         | 3:10            |
| 2.              | „Save the Children”                    | Scott Heron                 | 4:28            |
| 3.              | „Lady Day and John Coltrane”           | Scott-Heron                 | 3:37            |
| 4.              | „Home Is Where the Hatred Is”          | Scott-Heron                 | 3:23            |
| 5.              | „When You Are Who You Are”             | Scott-Heron · Brian Jackson | 3:24            |
| 6.              | „I Think I'll Call It Morning”         | Scott-Heron · Jackson       | 3:31            |
|                 |                                        |                             | 21:33           |

| Strona druga | Strona druga         | Strona druga          | Strona druga |
| Nr           | Tytuł utworu         | Tekst                 | Długość      |
| ------------ | -------------------- | --------------------- | ------------ |
| 1.           | „Pieces of a Man”    | Scott-Heron · Jackson | 4:55         |
| 2.           | „A Sign of the Ages” | Scott-Heron · Jackson | 4:04         |
| 3.           | „Or Down You Fall”   | Scott-Heron · Jackson | 3:14         |
| 4.           | „The Needle's Eye”   | Scott-Heron · Jackson | 4:51         |
| 5.           | „The Prisoner”       | Scott-Heron · Jackson | 9:26         |
|              |                      |                       | 26:30        |

## Personel
Na podstawie źródła:
- Gil Scott-Heron – gitara, fortepian, wokal
- Hubert Laws – flet, saksofon
- Brian Jackson – fortepian
- Burt Jones – gitara elektryczna
- Ron Carter – bas
- Bernard Purdie – perkusja
- Johnny Pate – dyrygent
- Bob Thiele – produkcja
- Bob Simpson – mixing
- Charles Stewart – zdjęcie okładki

## Wpływ i spuścizna
„The Revolution Will Not Be Televised” pomimo bycia stroną B, zyskał o wiele większy rozgłos, został umieszczony na 258. miejscu 500 utworów wszech czasów magazynu Rolling Stone w 2021 roku. Nazwa utworu odnosi się do popularnego terminu w latach 60. i 70., oznaczającego aspirację osób czarnoskórych do równouprawnień (ruch Black Power). Rewolucja względem równouprawnień osób czarnoskórych na całym świecie, jak wskazuje nazwa utworu, „nie zostanie pokazana w telewizji”, czyli będzie ona miała miejsce, jednak większość osób nie będzie miała o tym pojęcia i nie zauważy od razu, że następują zmiany w społeczeństwie, jako że głównym źródłem informacji była wtedy telewizja, która nie pokazywała w sposób przechylny kultury osób czarnoskórych lub całkowicie unikała jej ukazywania. Utwór został nagrany jako odpowiedź na utwór „When the Revolution Comes” grupy The Last Poets.
Utwór często wymieniany jest jako jeden z prekursorów muzyki hip-hop, ze względu na poetycką formę przekazu. Według Paula J. MacArthura z Houston Press: „Mocna, wczesna zapowiedź czegoś, co potem stało się rapem, było salwą skierowaną w mass media i skomercjalizowane społeczeństwo oraz portretem zawirowań miejskich. Buńczuczny charakter utworu był pochłaniający dla ówczesnych krytyków muzycznych, co było zaskoczeniem dla samego autora”. Sam Scott-Heron w wywiadzie powiedział o problemach z akceptacją albumu przez krytyków: „To był tylko jeden utwór na całym albumie o temacie politycznym. Kilku ludzi usłyszało „Save the Children”, „Lady Day and John Coltrane” czy „I Think I Call It Morning”' i to wszystko. Nie zauważyli tego utworu. To był jeden z tylko 11 utworów. Ten, który był najmniej twórczy, był jednocześnie tym najbardziej zapowiadanym... Może ludzie byli onieśmieleni rzeczami, z którymi spotykaliśmy się na co dzień, ponieważ była to część naszego życia. Celowe unikanie rzeczy, z którymi spotykamy się na co dzień i musimy z nimi żyć, ale o nich nie mówić aby kogoś nie urazić, nie jest zbyt dojrzałe”. Podobne zdanie przedstawił Jon Azpiri z AllMusic: „Jego unikalny, wczesnorapowy wokal miał ogromny wpływ na generację hip-hopowych artystów, a jego własny styl nie jest pokazany tak dobrze, jak w utworze „The Revolution Will Not Be Televised”. Równie przychylnie po ponownej recenzji, wypowiedział się dziennikarz The Guardian Adam Sweeting, nazywając album: „pionierem mixu polityki, protestu, wczesnego rapu, ulokowaną w hybrydzie funku i jazzu”.
„Pieces of a Man” i Gil Scott-Heron często wymieniani byli m.in. przez raperów takich jak Chuck D i KRS-One jako początki hip-hopu.
W 2018 roku, raper Mick Jenkins wydał album również zatytułowany Pieces of a Man, będący hołdem w stronę artysty.